# Kildare (Oklahoma)
Kildare – miasto w Stanach Zjednoczonych, w stanie Oklahoma, w hrabstwie Kay.